# Huso dauricus
Pour les articles homonymes, voir Kaluga.
Espèce
Synonymes
- Acipenser dauricus Georgi, 1775[1]
- Acipenser mantschuricus Basilewsky, 1855[1]
- Acipenser orientalis Pallas, 1814[1]
- Huso orientalis (Pallas, 1814)[1]

Statut de conservation UICN

 CR A2bd : 
En danger critique
Statut CITES
Le Kaluga ou Calouga, scientifiquement Huso dauricus, est une espèce de poissons appartenant au genre Huso qui comprend aussi le Beluga ou Bélouga. Il dispute à ce dernier le titre de plus grand poisson d'eau douce du monde, car il peut atteindre 5,6 m pour une masse d'une tonne.
Il s'agit d'une des deux espèces de la famille des esturgeons endémiques du fleuve Amour avec l'esturgeon de l’Amour (Acipenser schrenckii).